# NGC 5996
NGC 5996 (другие обозначения — UGC 10033, IRAS15447+1802, MCG 3-40-39, ZWG 107.36, MK 691, VV 16, KCPG 472B, Arp 72, PGC 56023) — спиральная галактика (Sc) в созвездии Змея.
Этот объект входит в число перечисленных в оригинальной редакции «Нового общего каталога», а также включён в атлас пекулярных галактик.